# Vashti Murphy McKenzie

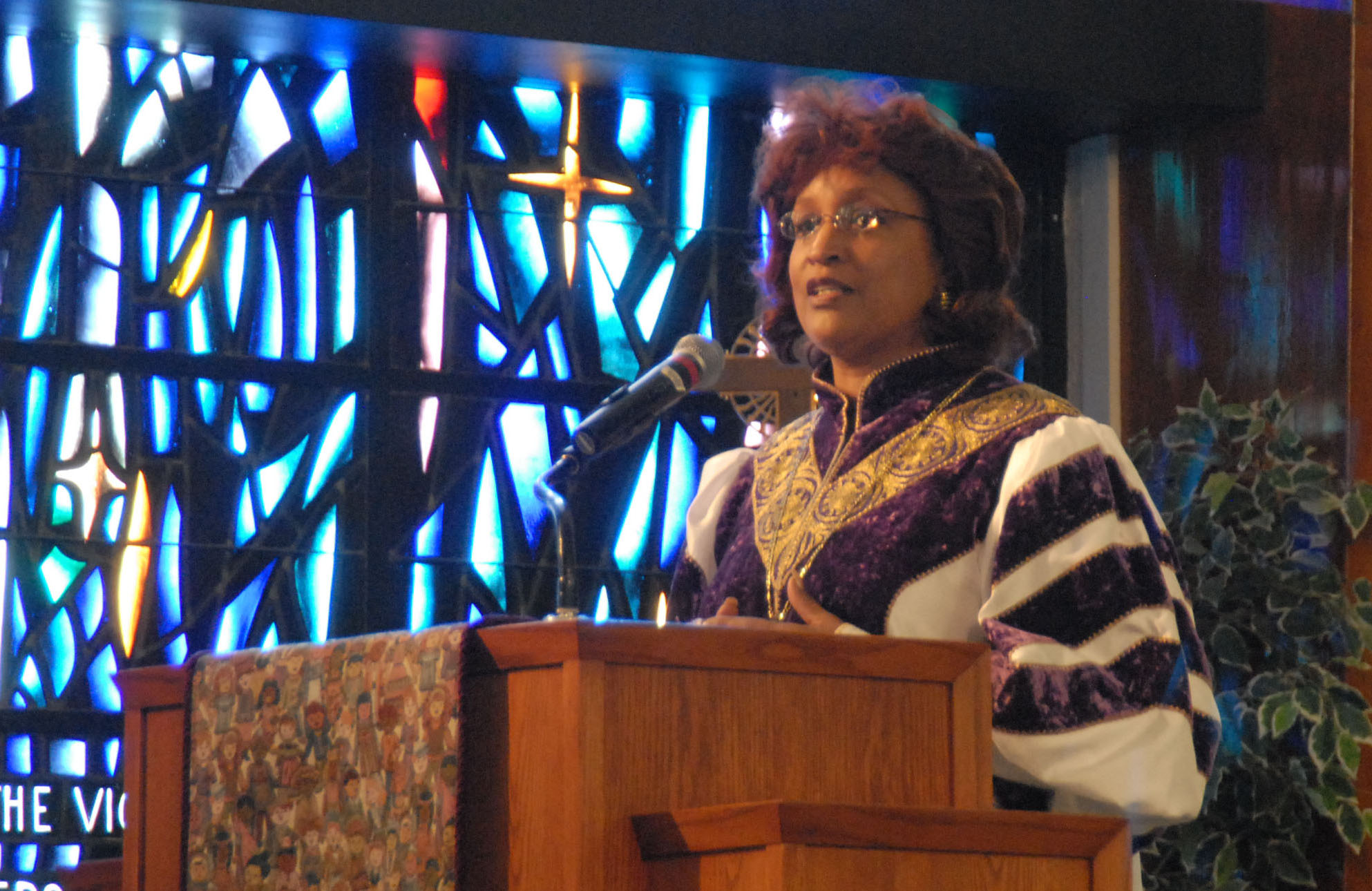
Vashti Murphy McKenzie

Vashti Murphy McKenzie (* 28. Mai 1947) ist eine US-amerikanische Journalistin, Autorin, methodistische Pastorin und Bischöfin der African Methodist Episcopal Church.

## Leben
Vasthi Murphy McKenzie wurde als Tochter von Ida Murphy Smith Peters und Samuel Edward Smith geboren, die zur Bethel AME Church gehörten. Ihr Großvater, John Henry Murphy Senior, gründete 1892 eine Zeitung für Afroamerikaner, und ihre Großmutter, Vashti Turly Murphy, gründete Delta Sigma Theta, eine Studentenverbindung für Afroamerikanerinnen. Sie besuchte die Robert Brown Elliot School und die Garrison Junior High School, wo sie eine von sechs Afroamerikanerinnen war. Die Eastern High School schloss sie 1965 ab. Nach ihrer Schulzeit studierte sie ein halbes Jahr Journalismus an der Blair School of Journalism, und sie erhielt 1978 einen Bachelor in Geschichte und Journalismus am College Park der University of Maryland. 1985 legte sie die Prüfungen für den Master in Theologie an der School of Religion der Howard University ab und promovierte in Ohio am United Theological Seminary.
Bereits seit 1976 schrieb McKenzie eine Kolumne unter dem Namen The McKenzie Report in einer Zeitung, die der Familie gehörte. 1978 kam sie durch Cathy und Dewey Hughes zum WYCB Radio, wo sie ab 1981 eine Afternoon drive Gospel Show leitete und später Programmdirektor wurde. Bei WJZ-TV moderierte sie ein Evening Magazine und war Programmvizedirektorin bei der Mortenson Broadcasting Company. 1981 wurde McKenzie zur Reisediakonin geweiht und 1984 zur Pastorin einer Kirchengemeinde in Chesapeake City, Cecil County, Maryland, ernannt. 1990 wurde sie Pastorin in der Innenstadt Baltimores an der Payne Memorial AME Church. Während den zehn Jahren ihres Dienstes wuchs die Gemeinde von 300 auf 1700 Mitglieder an.
Im Jahre 2000 wurde McKenzie zum 117. Bischof gewählt und eingesetzt, zusammen mit Carolyn Tyler Guidry waren sie die ersten Frauen als Bischöfinnen in der AME Church. 2005 war sie auch die erste Präsidentin des Rats der Bischöfe und Präsidentin der Geschäftsführung (englisch: general board). Sie diente als Bischöfin zuerst in Südafrika, Botswana, Swaziland, Mozambique und Lesotho und dann in den USA in den Staaten Tennessee und Kentucky und am Schluss in Texas. Im südlichen Afrika stärkte sie die lokale Kirchengemeinschaft, förderte Unternehmertum und richtete Missionshäuser für Aidskranke und Obdachlose ein.
Die kirchliche Ökumene über die eigene Methodistenkirche hinaus war ihr ein Anliegen, und sie war Delegierte am World Methodist Council und am World Council of Churches (deutsch: Weltkirchenrat). Sie wurde auf Lebzeit in den National Council of Churches gewählt, einen interdemoninationellen amerikanischen Kirchenbund, der 37 Mitgliedskirchen mit 100.000 Ortsgemeinden und etwa 35 Millionen Christen umfasste. Sie war die dritte Frau und die erste Afroamerikanerin, die als Generalsekretärin diente, und die erste Frau, die sowohl als Präsidentin und als Generalsekretärin zugleich tätig war. Die Doppelrolle hat sie seit dem 1. April 2022 inne.
Sie gründete 2008 die Organisation Kerygma LLC, um unbekannte Lebensgeschichten zu dokumentieren, die im Fernsehen TV One ausgestrahlt wurden. Förderung von Gemeinschaften und soziale Gerechtigkeit waren jahrzehntelang ihr Herzensanliegen, und im Jahr 2009 wurde sie von Präsident Barack Obama in die Commission of Faith Based and Neighborhood Partnership berufen. Dieses Gremium setzte sich zur Förderung von lokalen Gemeinschaften und Stärkung des Gemeinwohls jenseits von religiösen und politischen Schranken ein. Sie ist Kaplanin von Delta Sigma Theta, der größten afroamerikanischen Studentinnenverbindung. Als Autorin verfasste McKenzie mehrere Bücher mit theologischen Inhalten, insbesondere zur Frauenordination.

## Ehrungen
- McKenzie erhielt Ehrendoktortitel von der Howard University, Wilberforce University, Central State University in Ohio, Morgan State University und des Goucher College.
- 1997 Ebony magazine’s verlieh ihr die Honor Roll of Great African American Preachers.
- 2014 wurde sie von der Huffington Post zu einer der 50 wichtigsten Frauen der Welt eingestuft.[7]

## Familie
McKenzie war mit Stan McKenzie verheiratet, sie haben drei Kinder. Im Namen ihres verstorbenen Mannes gründete sie die McKenzie Foundation, die Stipendien für das Paul Quinn College in Dallas, Texas, vergibt.

## Schriften (Auswahl)
- Not Without a Struggle: Leadership Development for African American Women in Ministry, Pilgrim Press 1996 und 2005, ISBN 978-0-8298-1076-9.
- Mit Stephanie Bibb (Ed.) und Barbara A Heard: Women's Liberation Jesus Style: Messages of Spirituality & Wisdom, InterVarsity, 2001.
- Strength in the Struggle: Leadership Development for Women, 2001, ISBN 978-0-8298-1212-1.
- Journey to the Well, 2002, ISBN 978-0-670-88484-1 und Penguin Books, 2003, ISBN 978-0-14-219620-5.
- Swapping Housewives: Rachel and Jacob and Leah, Pilgrim Press, 2007, ISBN 978-0-8298-1773-7.